# Jens Fink-Jensen
Jens Fink-Jensen és un escriptor, poeta líric, fotògraf i compositor danès nascut el 19 de desembre de 1956 a Copenhaguen.

## Biografia
Començà a escriure ficció al diari "Information" publicant el conte Juni 1995 (Juny 1995) el 4 de juny de 1975. Els escrits en lírica va començar el maig de 1976 amb 4 poemes que van ser publicats en el número de 1/1976 de la revista "Hvedekorn". El seu primer llibre de poemes Verden i et øje (Una mirada al món) va ser publicat el 10 d'octubre de 1981 en una col·lecció. El seu primer llibre en prosa va ser Bæsterne (Les bèsties) que era una col·lecció de contes que foren publicats el 5 de juny de 1986. Finalment, el 1994 va llançar el seu primer llibre per a nens, Jonas og konkylien (Jonas i la closca de la petxina).
Jens Fink-Jensen va estudiar en el col·legi d'interns ""Herlufsholm Kostskole", i encamina els seus estudis en l'àrea de les "Llengües Modernes". Va acabar la seva educació secundària el 1976 i va complir el seu servei militar a "Den Kongelige Livgarde" (la guardia reial de la Reina). El 1986 va finalitzar el seu Màster en arquitectura de l'Acadèmica d'Arquitactura i Belles Arts. En el 1997 va finalitzar el curs de disseny de Multimèdia en la mateixa Acadèmia.
Jens Fink-Jensen va ser membre del "Cercle original de Poetes dels anys 80" fundat per Poul Forum que és editor general de la revista "Hvedekorn". Per aquesta raó el 1980, Jens Fink-Jensen va fer amb el seu company Michael Strunge "el Manifest de la Generació dels 80 "NÅ!!80" (¡Em cago en els 80!), on posteriorment es faria la seva representació a la Casa de la Cultura "Huset", a Copenhaguen.

## Representacions
En l'actualitat, Jens Fink-Jensen ha presentat un espectacle multimèdia-líric, el qual ell mateix recita poemes acompanyat per una presentació de diapositives i composicions per a sintetitzar-ho. Aquestes representacions tenen lloc a les Escoles Superiors i Festivals i compten amb la participació del músic Fredrik Mellqvist i del saxofonista Jens Severin.

## Fotografia
Jens Fink-Jensen també fa fotografia i ha realitzat diverses exposicions. Les més destacades són Sydens Skibe (Les naus del Sud), Beijing Ansigt (La cara de Beijing) i una última que li ha donat el nom de OrdBilleder (Fotoparaules), en elles hi ha una conjugació de poemes i fotografies. Va participar també en una exposició de música i diapositives amb el títol Øje på verden - om bøgernes råstof (Una Mirada al Món - on la seva temàtica és la matèria primera dels llibres).

## Obres publicades
- Verden i et øje (Una mirada al Món), llibre de poemes, 1981
- Sorgrejser (Viatge pel dolor del dol), llibre de poemes, 1982
- Dans under galgen (Dansa sota la forca), llibre de poemes, 1983
- Bæsterne (Les bèsties), llibre de contes, 1986
- Nær afstanden (Proper de la distància), llibre de poemes, 1988 (traduït a l'àrab el 1999)
- Jonas og konkylien (Jonas i la closca de la petxina), llibre de poemes, 1994 (il·lustracions de Mads Stage)
- Forvandlingshavet (El Mar de mudança), llibre de poemes, 1995
- Jonas og himmelteltet (Jonas i la Tenda en el cel), llibre infantil, 1998 (il·lustracions de Mads Stage)
- Alt er en åbning (Tot és una porta d'entrada), llibre de poemes, 2002
- Syd for mit hjerte. 100 udvalgte kærlighedsdigte, llibre de poemes, 2005

## Traduccions
El 1999 va ser traduïda a l'àrab la col·lecció de poemes Nær afstanden (Proper de la distància), traduïts per Jamal Jumas (Editora Alwah, Madrid). Alguns dels poemes en aquesta col·lecció van ser també publicats al diari "Al-Quds Al-Arabi" (Londres, 1996), així com en la publicació "Nizwa" (Soldà d'Oman, 1999).